# Collier Cudmore
Collier Robert Cudmore (Wentworth, 13 giugno 1885 – North Adelaide, 16 maggio 1971) è stato un canottiere britannico, nato in Australia.
Ha vinto la medaglia d'oro olimpica nel canottaggio alle Olimpiadi 1908 tenutesi a Londra, nella gara di Quattro senza maschile con Angus Gillan, Duncan Mackinnon e Robert Somers-Smith.